# Луи-Филипп I (герцог Орлеанский)
Луи́-Фили́пп I Орлеанский (фр. Louis-Philippe d’Orléans, 12 мая 1725[…], Версаль — 18 ноября 1785[…], Сена-Пор) — герцог Орлеанский, французский аристократ и военный, первый принц крови, отец Филиппа Эгалите и дед короля Луи-Филиппа. Имел прозвище «Толстый» (фр. le Gros).

## Титулы и военная карьера
Был сыном Людовика де Бурбона, 3 герцога Орлеанского. Его дед, регент Франции Филипп II Орлеанский, умер за два года до его рождения, а его мать, Августа Баденская — когда ему был год. Луи-Филипп носил титул герцог Шартрский до смерти отца (1752), после чего стал герцогом Орлеанским, Валуа, Немурским и де Монпансье.
В юности и ранней молодости герцог Шартрский участвовал в Войне за австрийское наследство, отличился в кампаниях 1742, 1743 и 1744 годов, и в битве при Фонтенуа (1745). Затем был военным губернатором Дофине.

## Сватовство к дочери короля

Генриетта, дочь Людовика XV, играет на виоле

В 15 лет Луи-Филипп захотел вступить в брак с 13-летней дочерью Людовика XV Генриеттой (1727—1752), причём по взаимной любви. Однако кардинал де Флери, глава правительства в этот период, воспротивился браку молодых людей, так как он мог испортить отношения Франции с Испанией. В условиях, когда у Людовика XV был только один сын, в случае смерти этого последнего наследование французского престола оспорили бы две ветви Бурбонов — герцоги Орлеанские и испанская ветвь, представленная дядей Людовика Филиппом V. Хотя по Утрехтскому договору 1713 года Филипп V отказался от прав на французский престол, он не признавал добровольность и законность этого условия. В таком случае, если бы будущий герцог Орлеанский стал зятем короля, то это не влекло бы, в силу салического закона, никаких формальных последствий, но всё же означало бы исключительную королевскую милость данной линии — а это могло быть воспринято Испанией как недружественный акт. В 1740 году король Людовик официально объявил о том, что отказывает герцогу Шартрскому в руке своей дочери. Генриетта так и умерла незамужней, в возрасте всего 24 лет.

## Первая семья

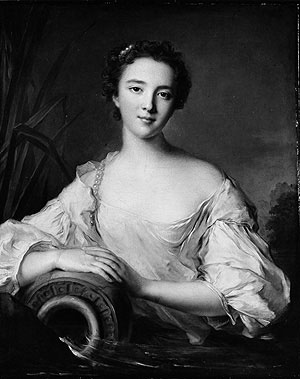
Луиза-Генриетта де Бурбон, герцогиня Орлеанская. Художник Ж.-М. Натье

После этой неудачи герцог Шартрский, которому отец сватал также дочь императора Карла VII, женился (1743) на Луизе-Генриетте, принадлежавшей к другой младшей ветви Бурбонов — Конти; этот брак не мог поднять престиж Орлеанского дома и лишь добавил в него крови бастардов Людовика XIV. Брак оказался неудачным, герцогиня, воспитывавшаяся в монастыре, вела себя так, что вызывала постоянные скандалы. Герцог имел от неё двоих детей:
- сына Луи-Филиппа-Жозефа, своего преемника во главе Орлеанского дома, будущего революционера «гражданина Филиппа Эгалите»
- дочь Батильду (1750—1822), жену принца Людовика Генриха Конде и мать расстрелянного Наполеоном I герцога Энгиенского.

Впоследствии Филипп Эгалите, стремясь отмежеваться от Бурбонов, уверял, что он якобы сын не герцога Орлеанского, а кучера из Пале-Рояля. Это крайне маловероятно, учитывая огромное внешнее сходство.
У герцога Орлеанского было двое внебрачных детей от актрисы де Марки, аббат де Сен-Фар и аббат де Сент-Альбен.
В 1757 году герцог удалился в Баньоле и занимался театральными постановками и общением с людьми литературы и науки. Первая жена герцога Орлеанского умерла в 1759 году.

## Вторая семья и двор в Сент-Ассизе
Второй брак был заключён тайно, хотя и с согласия короля, в 1773 году; невеста, Шарлотта-Жанна Беро де ла Эй де Риу, маркиза де Монтессон, была известной в своё время писательницей. Брак имел морганатический статус, супруга Луи-Филиппа не носила титул герцогини Орлеанской. Король Людовик XV фактически отказал молодожёнам от двора и подарил им замок Сент-Ассиз, ставший центром культуры; герцог и его вторая жена принимали там астронома Лапласа, энциклопедиста д’Аламбера, химика Бертолле, известного деятеля Просвещения Мельхиора Гримма, давали театральные постановки (некоторые по сценариям г-жи де Монтессон). Полуопальное положение супругов не изменилось и после вступления на престол Людовика XVI в 1774 году. В Сен-Ассизе герцог Орлеанский и умер, за год до смерти продав фамильный замок Сен-Клу королеве Марии-Антуанетте.

## «Пиковая дама»
Именно этот герцог Орлеанский, судя по хронологии, был партнёром Графини по картам в «Пиковой даме» Пушкина.

Надобно знать, что бабушка моя, лет шестьдесят тому назад, ездила в Париж и была там в большой моде. <…>
В то время дамы играли в фараон. Однажды при дворе она проиграла на слово герцогу Орлеанскому что-то очень много. <…>
В тот же самый вечер бабушка явилась в Версале, au jeu de la Reine. Герцог Орлеанский метал; бабушка слегка извинилась, что не привезла своего долга, в оправдание сплела маленькую историю и стала против него понтировать. Она выбрала три карты, поставила их одну за другою: все три выиграли ей соника, и бабушка отыгралась совершенно.